# Souhesme-la-Grande
Souhesme-la-Grande ist ein lothringisches Dorf der Gemeinde Les Souhesmes-Rampont in der Region Grand Est. 

## Geschichte
Im Ersten Weltkrieg wurde das Dorf in der Schlacht um Verdun stark zerstört. Ein Gefallenendenkmal sowie Gräber alliierter Soldaten auf dem Friedhof erinnern daran.

## Sehenswürdigkeiten
- Kirche Saint-Airy aus dem 18. Jahrhundert.

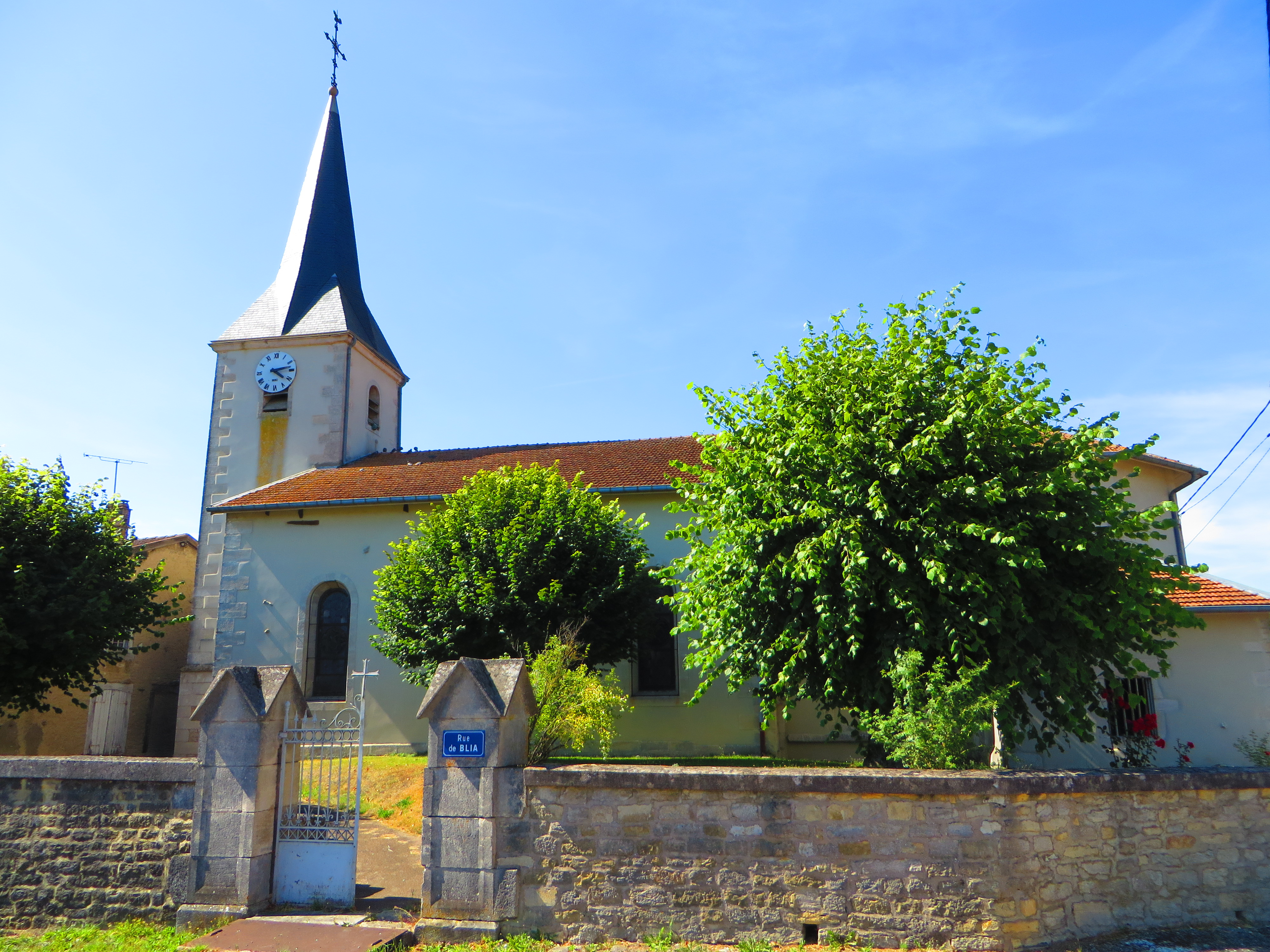
Kirche Saint-Airy.
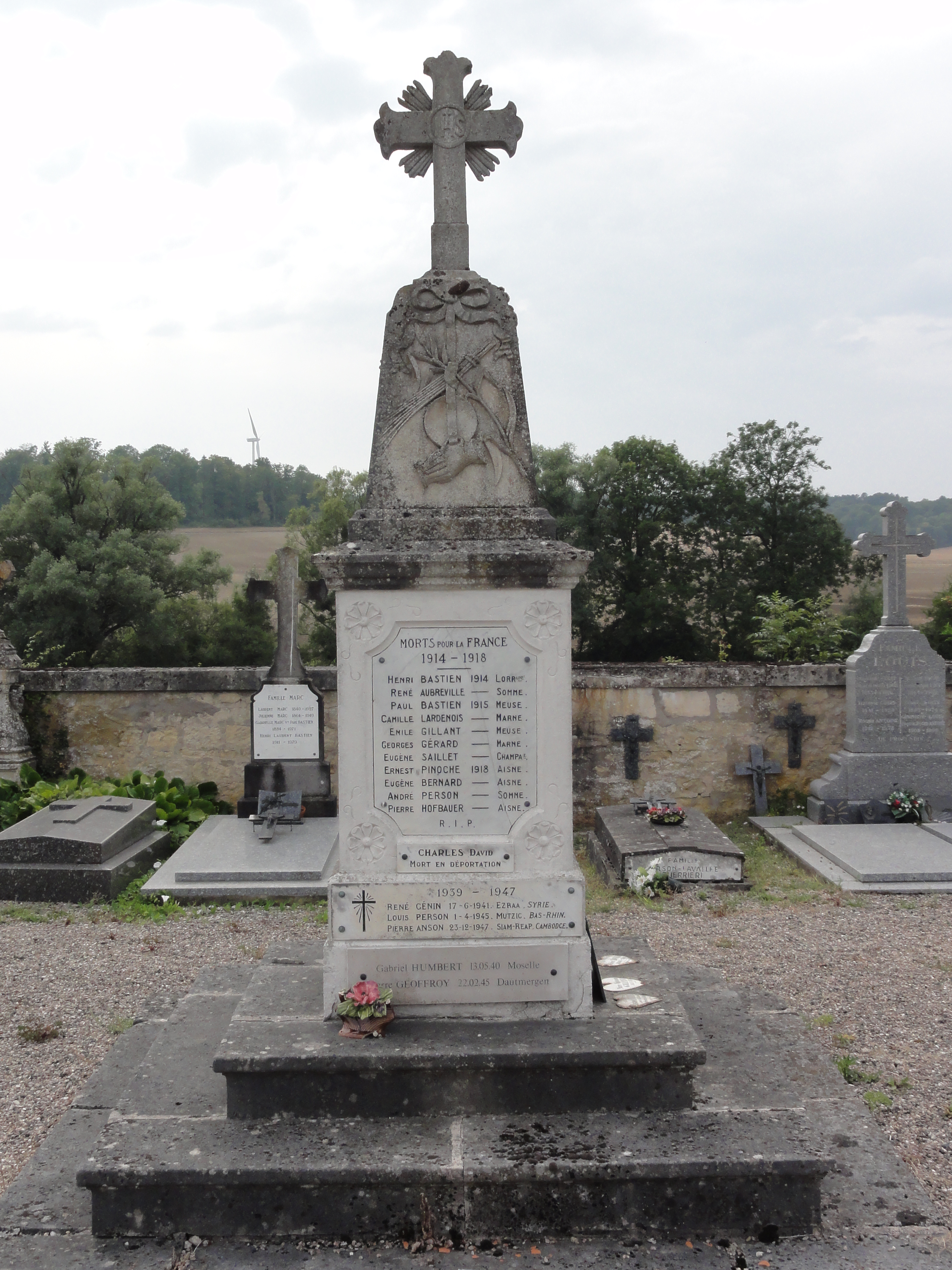
Gefallenendenkmal auf dem Friedhof
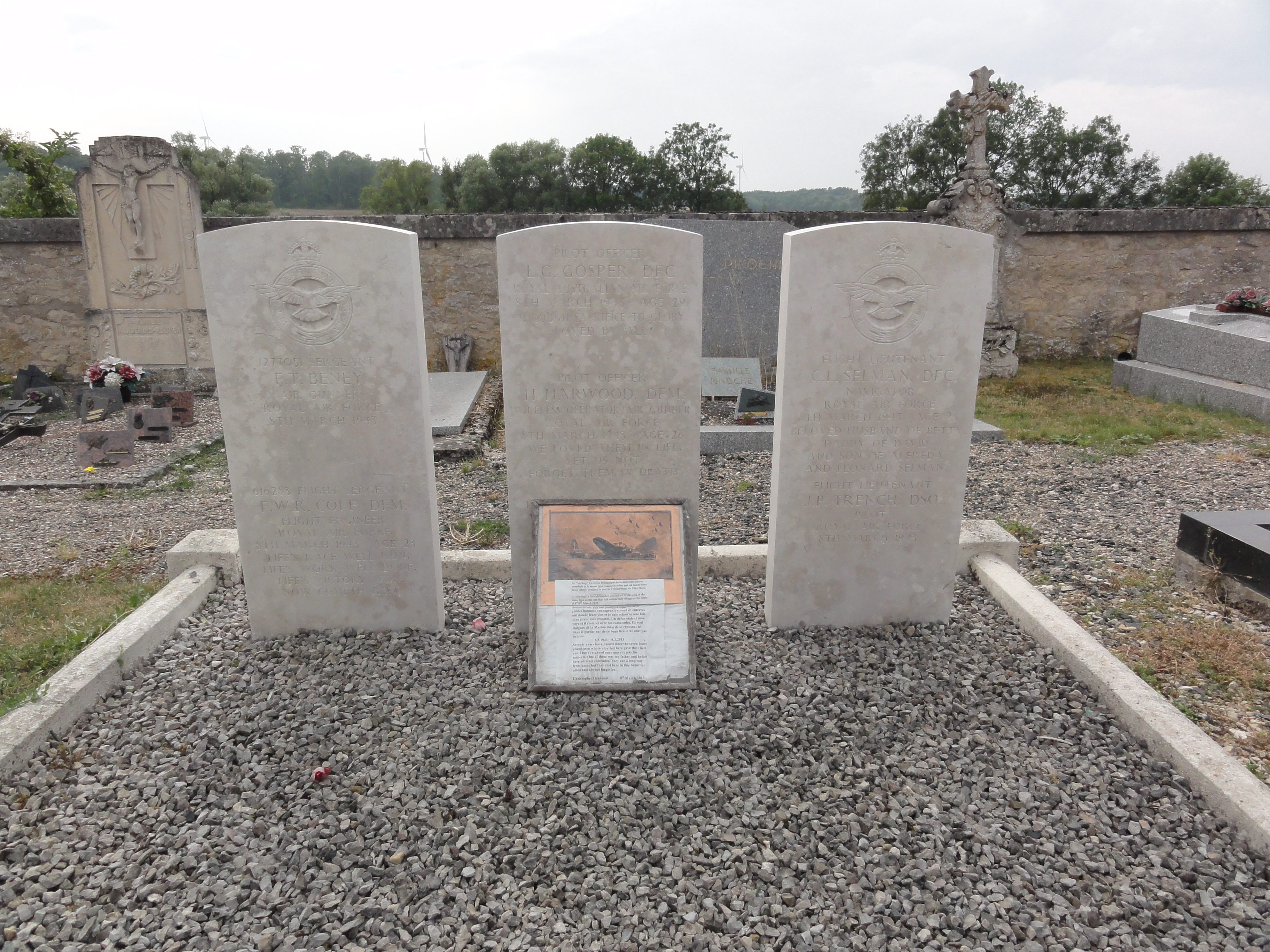
Gräber alliierter Soldaten

Koordinaten: 49° 5′ N, 5° 15′ O